# Souleymane Gassama
 (juillet 2024).
Pour les articles homonymes, voir Gassama.
Souleymane Gassama, dit Elgas, né en 1988, est un docteur en sociologie, chercheur, journaliste et écrivain sénégalais.

## Biographie

### Enfance, éducation et débuts
D'origine sénégalaise, Elgas nait en 1988 à Saint-Louis (Sénégal). Il grandit à Ziguinchor.
Il poursuit ensuite ses études en France, et soutient en 2018 une thèse à l'Université de Caen: La Dette originelle : analyse des ressorts de la solidarité des immigrés Sénégalais en France avec leur pays à travers le don, l'engagement et l'entreprenariat.

### Carrière
Souleymane Gassama est auteur de plusieurs ouvrages sous le nom de plume Elgas,,. Depuis janvier 2024, il anime l'émission radiophonique d'Histoire « Afrique, mémoires d'un continent » sur RFI, en alternance avec Kpénahi Traoré.
Il est également Directeur de la collection "Pépites jaunes" aux Editions Riveneuve.

## Publications
- Un dieu et des mœurs (2015), Présence Africaine[7];
- Mâle Noir, Editions Ovadia (2021)[8];
- Inventaire des idoles, Editions Ovadia (2022);
- Les bons ressentiments - Essai sur le malaise postcolonial (2023), Editions Riveneuve[9];